# Hymenopodidae

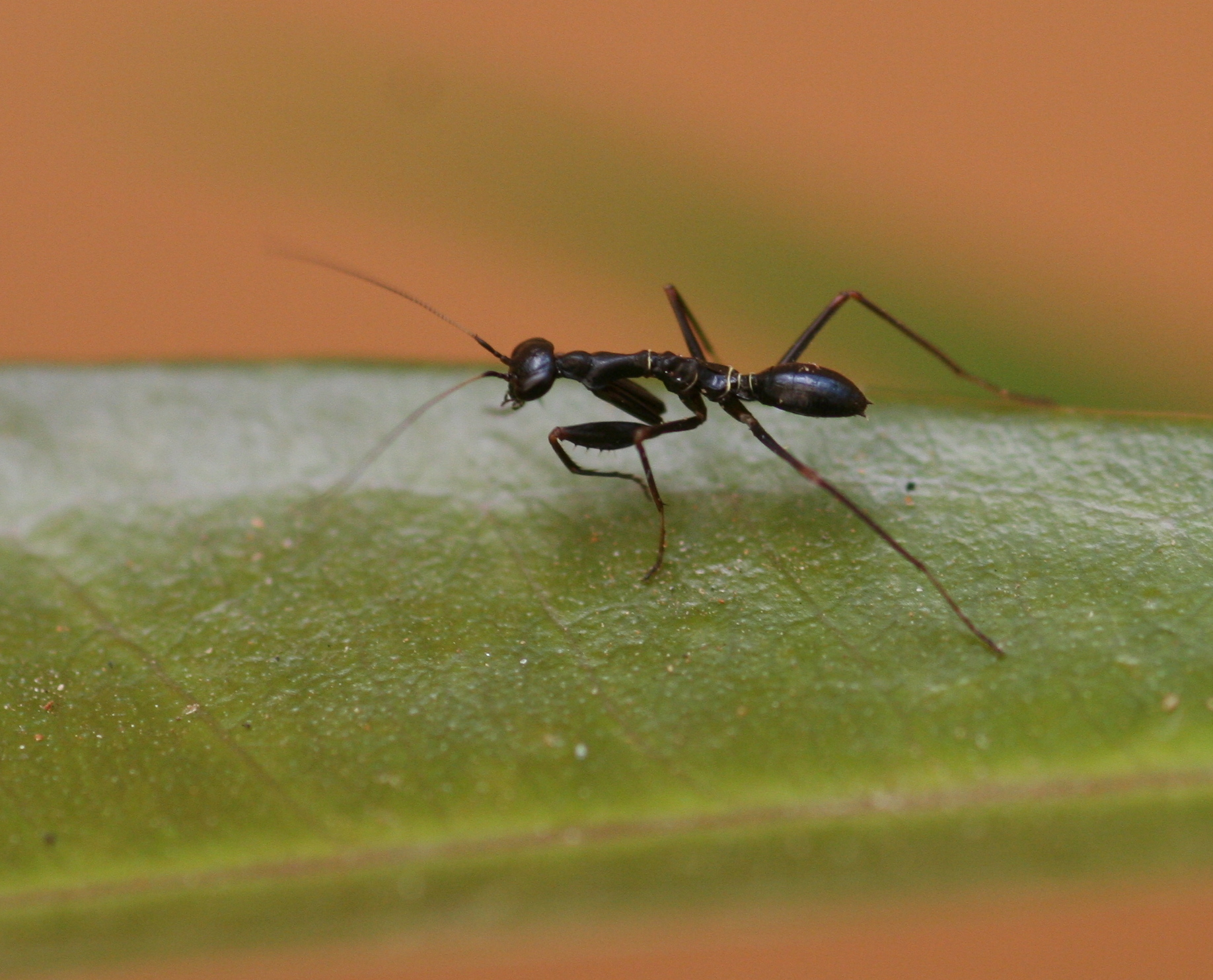
Ninfa, mímica de hormigas, subfamilia Acromantinae.

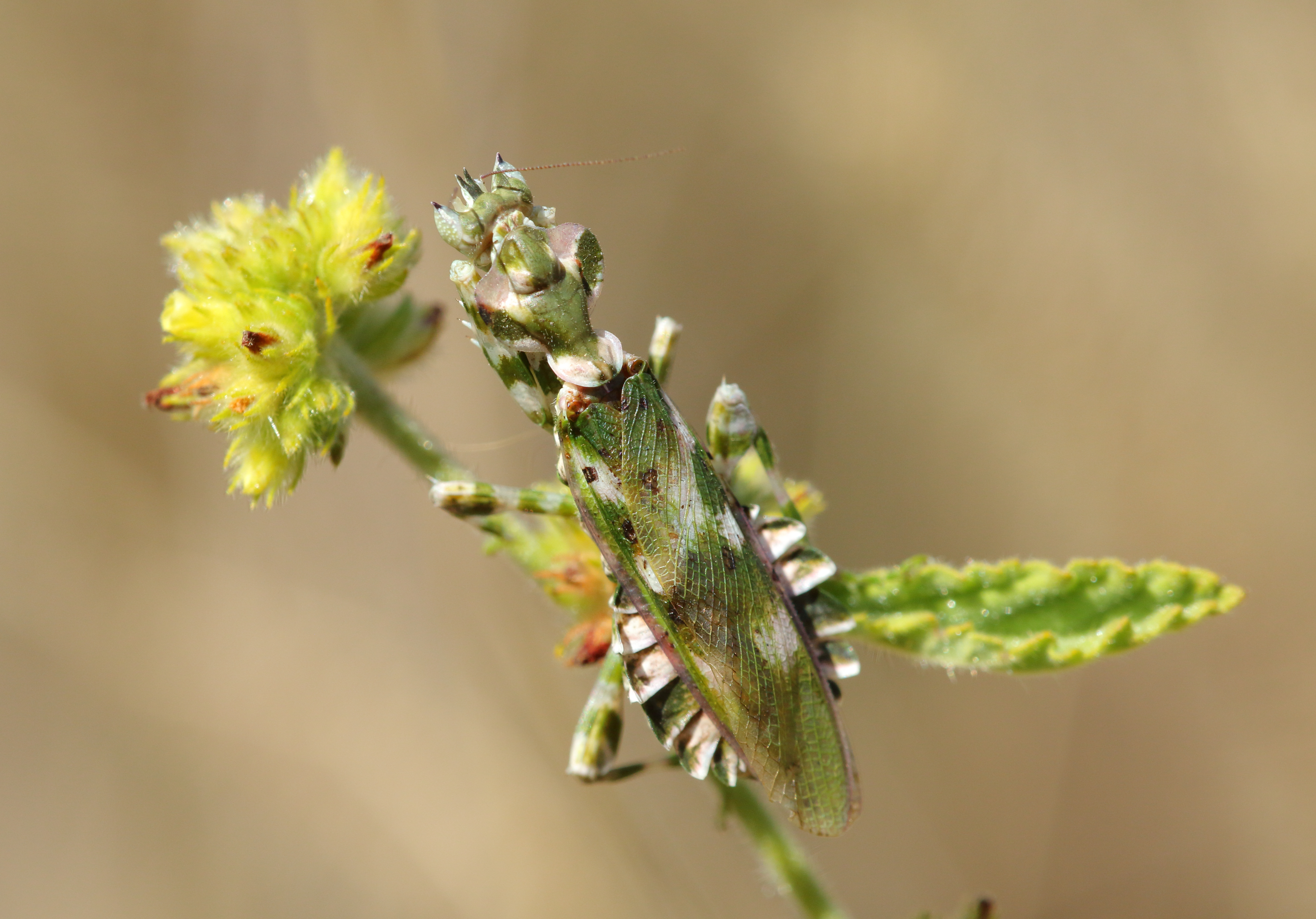
Harpagomantis tricolor, mímica de flores. Subfamilia Hymenopodinae.

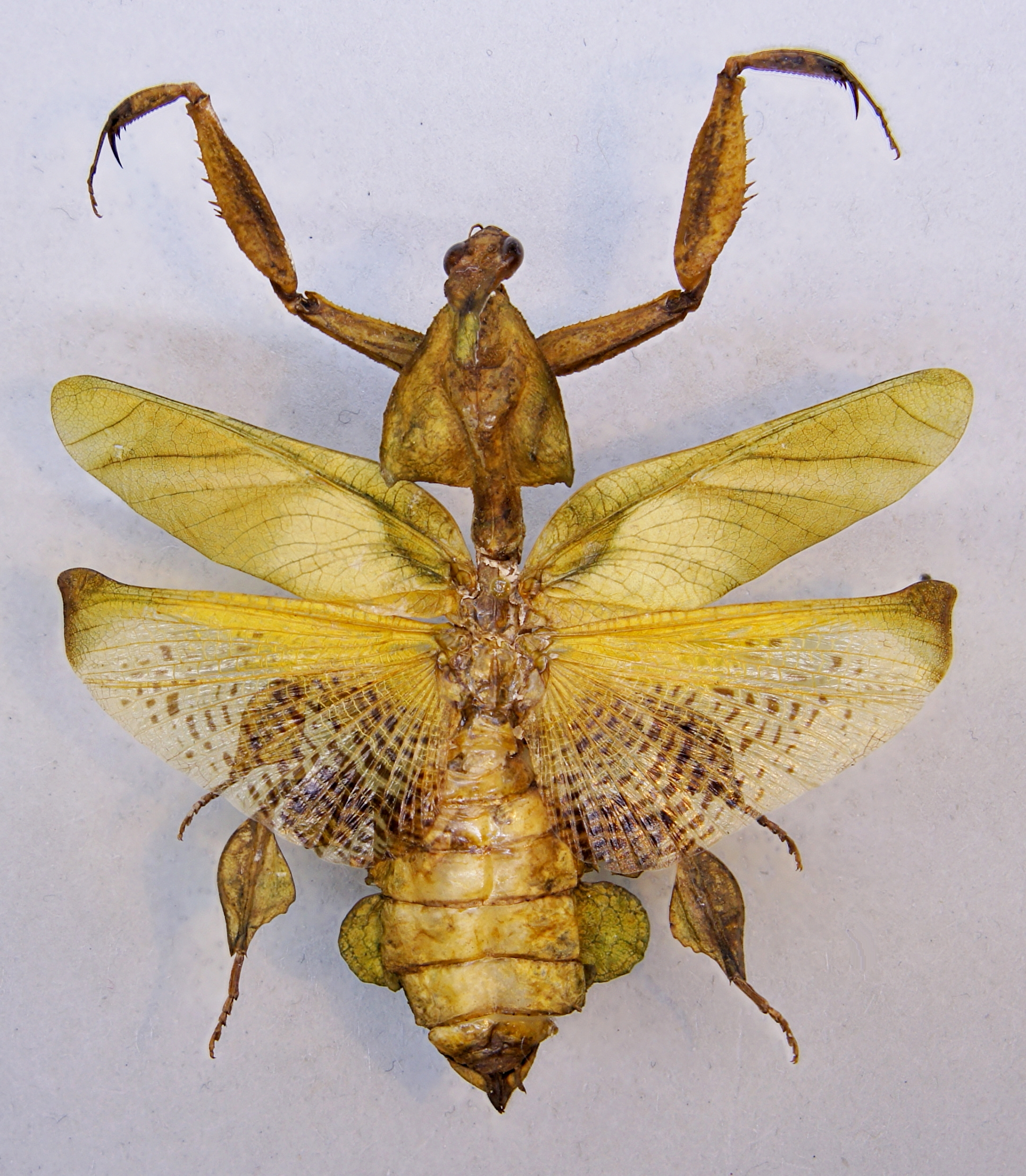
Phyllocrania paradoxa. Subfamilia Epaphroditinae.

Hymenopodidae es una familia de insectos del orden Mantodea (mantis) propia del sur de Asia y África. Algunas especies imitan flores. Según parece este mimetismo sirve para engañar a sus presas (mimetismo agresivo).

## Subfamilias y géneros
Clasificación según Mantodea Species File (Version 5.0):
- Subfamilia Acromantinae
  - Tribu Acromantini
    - Acromantis Saussure, 1870
    - Ambivia Stal, 1877
    - Citharomantis Rehn, 1909
    - Majangella Giglio-Tos, 1915
    - Metacromantis Beier, 1930
    - Oligomantis Giglio-Tos, 1915
    - Parapsychomantis Shcherbakov, 2017
    - Psychomantis Giglio-Tos, 1915
    - Rhomantis Giglio-Tos, 1915

  - Tribu Otomantini
    - Anasigerpes Giglio-Tos, 1915
    - Chrysomantis Giglio-Tos, 1915
    - Otomantis Bolívar, 1890
    - Oxypiloidea Schulthess, 1898
- Subfamilia Hymenopodinae
  - Tribu Anaxarchini
    - Anaxarcha Stal, 1877
    - Heliomantis Giglio-Tos, 1915
    - Odontomantis Saussure, 1871
    - Werneriana Shcherbakov, Ehrmann & Borer, 2016

  - Tribu Hymenopodini
    - Chlidonoptera Karsch, 1892
    - Chloroharpax Werner, 1908
    - Creobroter Westwood, 1889
    - Helvia Stal, 1877
    - Hymenopus Serville, 1831
    - Panurgica Karsch, 1896
    - Pseudocreobotra Saussure, 1870
    - Theopropus Saussure, 1898
- Subfamilia Oxypilinae
  - Tribu Hestiasulini
    - Astyliasula Schwarz & Shcherbakov, 2017
    - Catestiasula Giglio-Tos, 1915
    - Ephestiasula Giglio-Tos, 1915
    - Hestiasula Saussure, 1871
    - Pseudohestiasula Schwarz & Shcherbakov, 2017

  - Tribu Oxypilini
    - Ceratomantis Wood-Mason, 1876
    - Junodia Schulthess-Rechberg, 1899
    - Oxypilus Serville, 1831
    - Pachymantis Saussure, 1871
    - Pseudoxypilus Giglio-Tos, 1915
- Subfamilia Phyllocraniinae
  - Parablepharis Saussure, 1870
  - Phyllocrania Burmeister, 1838
- Subfamilia Phyllothelyinae
  - Ceratocrania Westwood, 1889
  - Phyllothelys Wood-Mason, 1877
- Subfamilia Sibyllinae
  - Leptosibylla Roy, 1996
  - Presibylla Bolívar, 1908
  - Sibylla Stal, 1856